# Cratichneumon anisotae
Cratichneumon anisotae là một loài tò vò trong họ Ichneumonidae.